# جاستین ریماندو

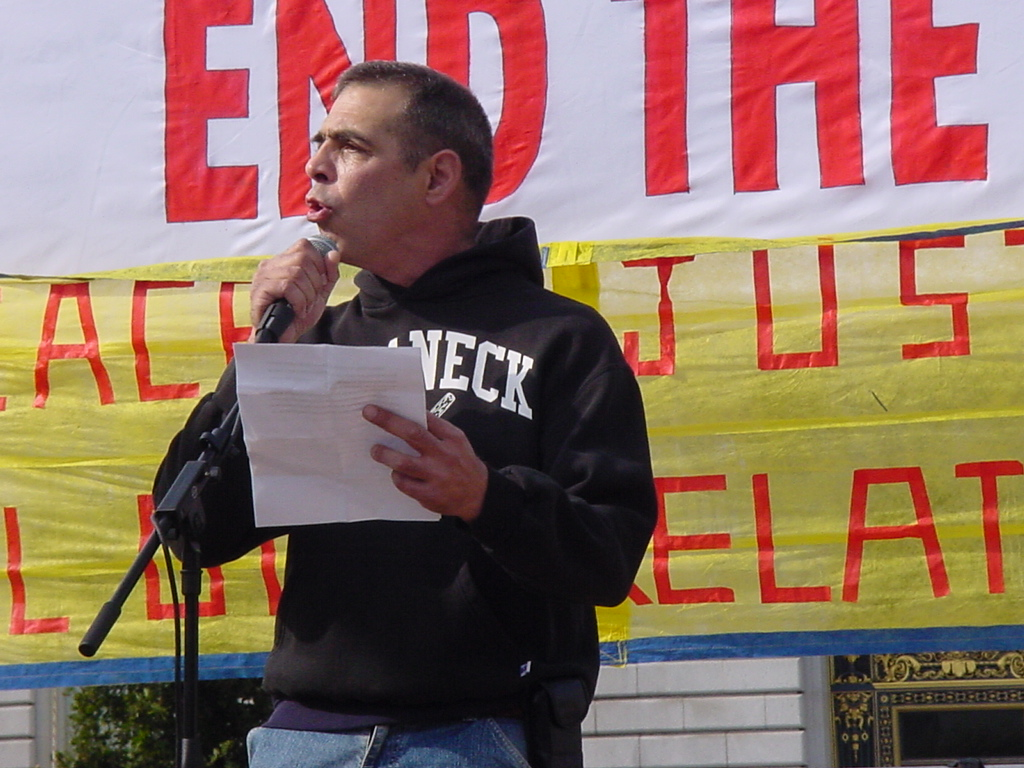
جاستین ریماندو

جاستین ریماندو (به انگلیسی: Justin Raimondo) (نام سابق دنیس ریماندو; ۱۸ نوامبر ۱۹۵۱ – ۲۷ ژوئن ۲۰۱۹) نویسنده آمریکایی و اداره کننده دبیری Antiwar.com بود. او خود را محافظه‌کار-پیلیولیبرترین توصیف می‌کرد.